# NGC 5318
NGC 5318 (również PGC 49139 lub UGC 8751) – galaktyka soczewkowata (SB0), znajdująca się w gwiazdozbiorze Psów Gończych. Odkrył ją William Herschel 2 maja 1785 roku. Jest to galaktyka aktywna.